# 904

## Събития
През 904 г. арабски войници, водени от Лъв Триполит, нахлули в Солун, плячкосали го и отвели много от жителите му в плен.